# Масалитин, Пётр Николаевич
Пётр Николаевич Масалитин (18 марта 1929, с. Неведомый Колодезь, Центрально-Чернозёмная область, РСФСР, СССР — 16 января 2020, Харьков, Украина) — советский военный лётчик и военачальник, генерал-лейтенант авиации (1979). Заслуженный военный лётчик СССР (1970).

## Биография
Родился 18 марта 1929 года в селе Неведомый Колодезь, ныне Мощенского сельского поселения Яковлевского района Белгородской области в семье крестьянина. Русский.
В 1948 году окончил 4-ю Курскую спецшколу ВВС. В 1948 году поступил в Чугуевское военное авиационное училище лётчиков-истребителей им. С. И. Грицевца в городе Харьков. В 1951 году после окончания училища лейтенант Масалитин был направлен для прохождения службы в 192-й истребительный авиационный полк 279-й истребительной авиационной дивизии 57-й воздушной армии Прикарпатского военного округа, базировавшийся на аэродроме Шипенцы (ст. Лужаны, Черновицкая область). Служил на должностях летчика и старшего лётчика на самолётах МиГ-15 и МиГ-17п.
В декабре 1953 года был направлен для обучения на Высшие лётно-тактические курсы офицеров ВВС в город Таганрог. В октябре 1954 года, после окончания курсов направлен в Дальневосточный военный округ (аэродром Сокол на острове Сахалин), где проходил службу: заместителем командира и командиром эскадрилии 299-го отдельного разведывательного авиационного полка 29-й воздушной армии. с 1959 года эскадрилия под командованием капитана Масалитина переводится в Приморский край на аэродром Галёнки и входит в состав 18-го гвардейского истребительного авиационного полка 303-й истребительной авиационной дивизии. В декабре 1951 года Масалитину была присвоенна квалификация «Военный лётчик 1-го класса». В марте 1961 года майор Масалитин назначен на должность заместителя командира полка по политической части, а затем по летной подготовке.
В 1963 году поступил учиться в Военно-Воздушную академию, которую окончил (заочно) в 1968 году. В 1964 году был переведён заместителем командира 523-го истребительного авиационного полка (аэродром Воздвиженка) 303-й истребительной авиационной дивизии. В декабре 1965 года подполковник Масалитин назначен на должность начальника воздушно-огневой подготовки 29-й воздушной армии, личную лётную подготовку проводил, летая в 523 иап на Су-7 и Су-7бм. В апреле 1966 года был назначен на должность
командира 523-го истребительного авиационного полка (аэродром Воздвиженка, Приморский край). За успешную организацию и личное участие в полётах с боевым применением тактического ядерного оружия истребителями-бомбардировщикам полка Масалитин был награждён орденом Ленина. В августе 1969 года полковник Масалитин назначен заместителем командира 303-й истребительной авиационной дивизии, где переучился на новый тогда истребитель МиГ-21 пфм и по своей должности активно занимался лётно-методической работой, полётами, обучению лётного состава ведению боевых действий в любых условиях.
В январе 1970 года был назначен командиром 149-й бомбардировочной авиационной дивизии (аэродром Шпротава, Польша) 4-й воздушной армии Северной группы войск. В ноябре 1972 года генерал-майор Масалитин назначен первым заместителем командующего 4-й воздушной армии. С декабря 1975 года первый заместитель командующего 15-й воздушной армией. В 1977 году назначается заместителем командующего ВВС Прибалтийского ВО.
В марте 1979 года генерал-лейтенант Масалитин назначен командующим 15-й воздушной армией, с 1980 года — командующий ВВС Прибалтийского ВО. В сентябре 1981 года принял участие в оперативно-стратегических учениях ВС СССР и стран Варшавского договора «Запад-81», за успешное участие в которых был награждён орденом Кутузова 2-й степени. В марте 1984 года окончил ВАК при Академии Генерального штаба. Избирался членом ЦК КП Латвии и депутатом Верховного Совета Латвийской ССР X и XI созыва. В 1985 году — назначен начальником Службы безопасности полетов Главного Штаба ВВС ВС СССР. С 1987 года 1-й заместитель командующего ВВС Западного направления. 
В июне 1988 года уволен из рядов ВС СССР по возрасту.
За время лётной службы освоил боевые самолёты: МиГ-15, МиГ-15рбис, МиГ-17, МиГ-21пфм, Су-7, Су-7бм, Су-7бкл, Су-17м, Су-24, Су-24 м. Общий налёт составил 4157 часов.
С 1990 года проживал в Харькове, с июня 1994 года работал научным работником Военно-учебных заведений (НЦ БП ВВС, ОНДИ, ХУПС).
Скончался 16 января 2020 года в Харькове, Украина. Похоронен в Харькове.

## Награды
СССР
- орден Ленина (1967);
- орден Кутузова 2-й степени (04.11.1981);
- орден Красной Звезды (1988);
- орден «За службу Родине в Вооружённых Силах СССР» III степени (30.04.1975).

медали, в том числе
- «За воинскую доблесть. В ознаменование 100-летия со дня рождения Владимира Ильича Ленина» (1970);
- «Ветеран Вооружённых Сил СССР» (1988);
- «За укрепление боевого содружества»;
- «За безупречную службу I степени» (1968).

знаки
- Заслуженный военный лётчик СССР (17.08.1970)

Других государств
- офицерский крест ордена Возрождения Польши (22.03.1972, ПНР)[4];
- медаль «Братство по оружию» (ПНР)[4];
- медаль «На страже мира» — золотой степени (16.02.1973, ПНР)[4];
- медаль «За укрепление дружбы по оружию» — золотой степени (23.04.1985, ЧССР)[5];
- медаль «40 лет Победы над гитлеровским фашизмом» (16.05.1985, БНР)[6];
- медаль «30 лет Победы над милитаристской Японией» (МНР)